# Ingrid Elf
Klara Ingrid Lilian Elf, ogift Johansson, född 3 april 1946, är en svensk tecknare, illustratör och författare. Hon är mest känd för en omfattande produktion av julkort, julbonader och andra typer av säsongkort liksom kort med bak- och matrecept. Hon började 1964 som tecknare på ett företag i Älmhult som tillverkade kort (Backemarks Grafiska AB) men övergick till att arbeta i egen regi.
Elf har även gett ut några böcker för barn och ungdom med julen som tema: Tomtens jul (2000) och Tomtetider (2007) samt boken Förstekladdare (2011) om en skolstart på 1950-talet.